# Luxemburgse parlementsverkiezingen 1984
De Luxemburgse parlementsverkiezingen van 1984 werden op 17 juni 1984 gehouden. Hierbij werd voor een periode van vijf jaar een nieuwe samenstelling van de Kamer van Afgevaardigden gekozen.
De Christelijk-Sociale Volkspartij (CSV) won er één zetel bij en bleef met 25 van de 64 zetels de grootste partij in het parlement. De sociaaldemocratische LSAP boekte een grote winst en kwam uit op 21 zetels. Na de verkiezingen vormden beide partijen een coalitieregering: de regering-Santer-Poos. Deze stond onder leiding van Jacques Santer (CSV), die het premierschap van Luxemburg overnam van zijn partijgenoot Pierre Werner.

## Uitslag
| Partij | Partij                                                                                   | %     | Zetels | Verandering |
|        | Christelijk-Sociale Volkspartij (Chrëschtlech Soziale Vollekspartei)                     | 36,7% | 25     | +1          |
|        | Luxemburgse Socialistische Arbeiderspartij (Lëtzebuerger Sozialistesch Aarbechterpartei) | 31,8% | 21     | +7          |
|        | Democratische Partij (Demokratesch Partei)                                               | 20,4% | 14     | -1          |
|        | Communistische Partij van Luxemburg (Kommunistesch Partei Lëtzebuerg)                    | 4,4%  | 2      | -           |
|        | Groene Alternatieven (Gréng Alternativ)                                                  | 4,2%  | 2      | -           |
|        | Onafhankelijke socialistische partij                                                     | 2,4%  | 0      | -1          |
| Totaal | Totaal                                                                                   | 100%  | 64     |             |